# 융커스 Ju 287

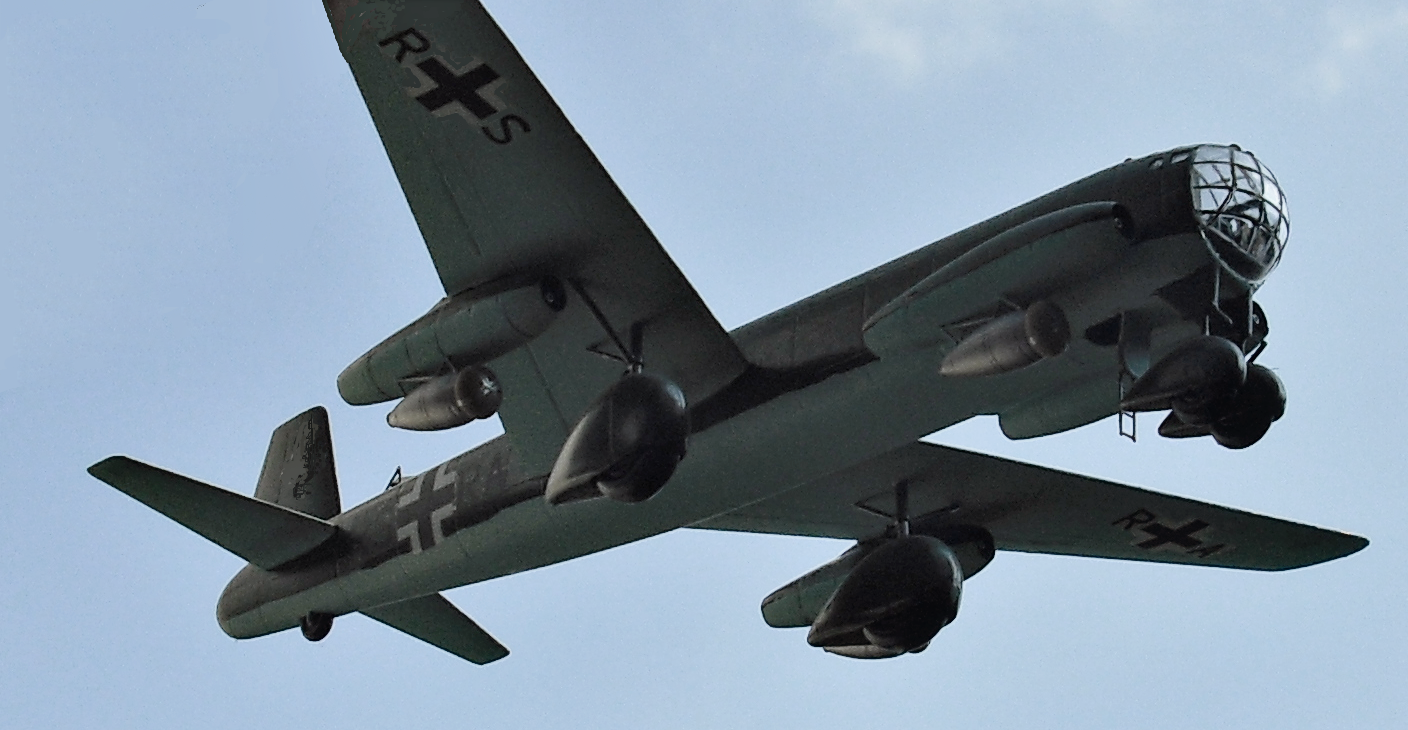

융커스 Ju 287(독일어: Junkers Ju 287)은 나치 독일 시대에 다발 제트폭격기를 시험하기 위해 제작한 시험기다. 융커스 점보 004 엔진 4발에 혁신적인 전진익을 사용했다. 최초의 고정식 랜딩기어 제트추진항공기였다.

## 같이 보기
- 그루먼 X-29
- 수호이 Su-47

 위키미디어 공용에 융커스 Ju 287 관련 미디어 분류가 있습니다.